# Buck O'Neil
Pour les articles homonymes, voir O'Neil.
John Jordan O'Neil, dit Buck O'Neil, né le 13 novembre 1911 et décédé le 6 octobre 2006, est un joueur de baseball américain devenu manager. Il opéra exclusivement en Negro League, notamment pour les Monarchs de Kansas City, d'abord comme joueur, puis comme joueur-manager de 1948 à 1955. Il est le premier Noir à occuper un poste d'instructeur au sein d'une franchise de ligue majeure chez les Chicago Cubs à partir de 1962 après avoir occupé un poste de recruteur, toujours chez les Cubs, depuis 1956.
En 1946, il est membre des Satchel Paige All-Stars qui affrontent les Bob Feller All-Stars lors d'une vaste tournée de 14 rencontres à travers les États-Unis.